# Johann Christian Adami (Theologe, 1689)

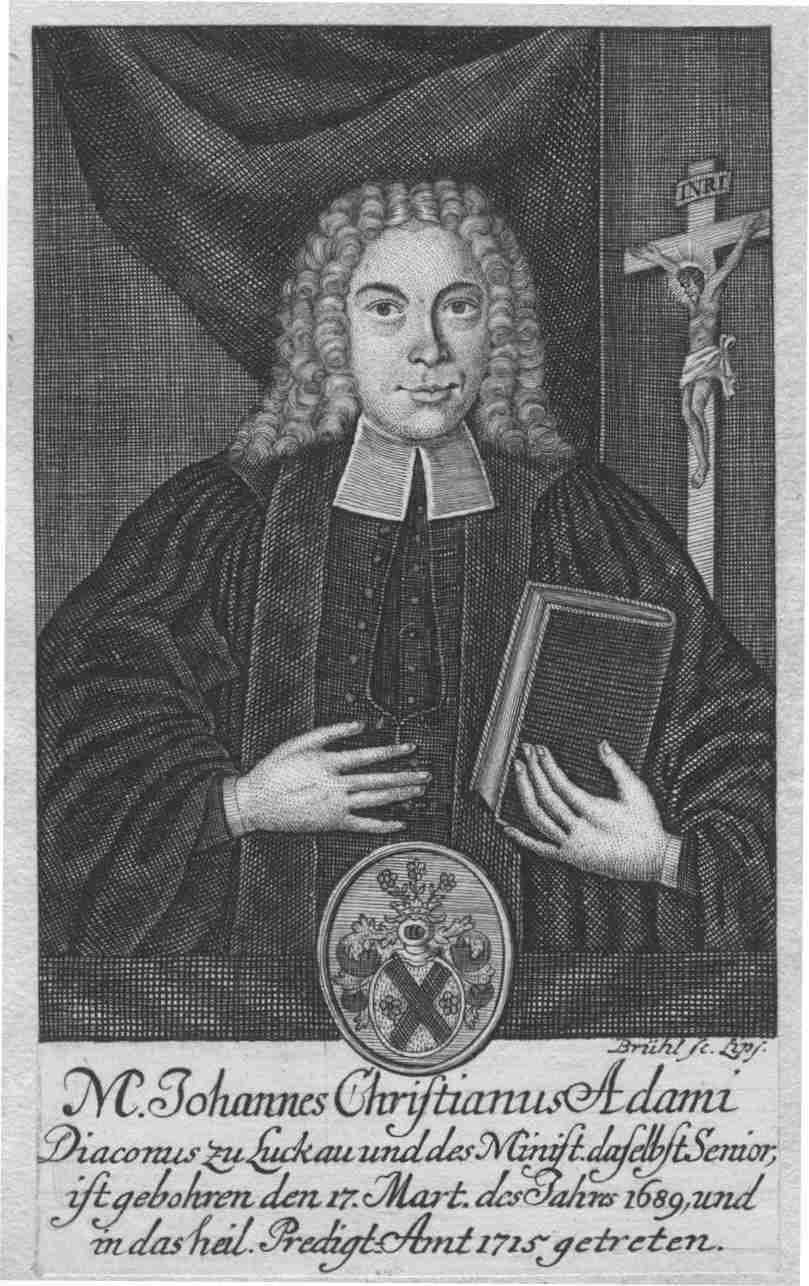
Johann Christian Adami

Johann Christian Adami der Jüngere (* 17. März 1689 in Lübben; † Dezember 1753 in Luckau) war ein deutscher lutherischer Theologe und ein Sohn des gleichnamigen Theologen Johann Christian Adami (1662–1715) und der Maria Catharina (geborene Eysen). Kurz vor dem Tod seines Vaters wurde er 1715 evangelischer Pfarrer. Zuletzt war er Oberpfarrer, Schulinspektor und Archidiakon in Luckau. Er veröffentlichte einige Lieder seines Vaters in seinen eigenen Werken und gab 1747 die Schrift Jeremias, ein Prediger der Gerechtigkeit, vom Graf Zinzendorf, widerleget heraus, die sein Sohn Johann Christian Gottlob verfasst hatte.
Am 15. Oktober 1718 heiratete er und Juliana Sophia Coccius. Sie hatten mindestens drei Söhne: Johann Christian Gottlob (20. Oktober 1720–21. Februar 1746), Christian Gottlieb Heinrich und Johann Christian Gotthelff Adami.

## Werke
- Johann Christian Adami (Respondent), Michael Förtsch (Praeses): Commentatio ad Apocal. C. XIV, v. 6. 7., de B. Luthero, angelo per coelum volante cum evangelio. Müller, Jena 1713.
- Biblischer Wegweiser zur geistlichen Vereinigung mit Gott. Voss, Lübben 1714.
- Vertheidigung des biblischen Wegweisers. Leipzig und Lübben 1717.
- (Hrsg.:) Evangelisches Zion oder vollständiges Gesang-Buch, darinnen … Lieder, welche in dem Marggrafthum Nieder-Lausitz … gesungen werden. Voss, Leipzig / Lübben 1720; 11. Ausgabe, Voss, Lübben 1781.
- Luckauische Vesper-Reden. Lübben 1726.
- Kurtze Nachrichten des Lebens und erfolgten Todes gewesener Memborvm eines gnädigst bestätigten Luckauischen Prediger-, Wittwen- und Waysen-Fisci. Teil 1 bis 4, Schlomach, Wittenberg 1742 bis 1744.
- Nieder-Lausitzischer Beytrag zur Kirchen und Weltgeschichte oder Kurtze Nachricht von erfolgten Todesfällen, Alterthümern, Documenten, Seltenheiten, Vorschlägen, Untersuchungen, Merckwürdigkeiten und dergleichen von der geistlichen Gesellschafft der Luckauischen Prediger, Wittwen- und Waysenkasse. Teil 5 und 6, Driemel, Lübben 1745 und 1746.
- Die Vortrefliche Hülfe Gottes in Erhaltung der Stadt Luckau samt ihren Einwohnern. Scheffler, Wittenberg 1752.